# William Troost-Ekong
William Paul Troost-Ekong (* 1. září 1993, Haarlem, Nizozemsko) je nizozemský fotbalový obránce s nigerijskými kořeny, který v současné době hostuje v klubu FC Dordrecht z FC Groningen. Hraje na postu stopera (středního obránce).

## Klubová kariéra
Hrál v mládežnických týmech anglických klubů Fulham FC a Tottenham Hotspur FC.
Po návratu z Anglie nejprve profesionálně působil v nizozemském FC Groningen. V lednu 2014 odešel hostovat do druholigového FC Dordrecht, se kterým vyválčil na konci sezony 2013/14 postup do Eredivisie.